# Culcairn
Culcairn est une ville australienne située dans la zone d'administration locale de Grand Hume en Nouvelle-Galles du Sud.

## Géographie
La ville est située sur l'Olympic Highway entre Wagga Wagga et Albury, dans la Riverina, au sud de la Nouvelle-Galles du Sud, à 510 km au sud-ouest de Sydney.

## Démographie
La population s'élevait à 1 473 habitants en 2016.

## Personnalités
Andrew Hoy (1959-), triple champion olympique par équipe en équitation (concours complet), a participé à huit Jeux olympiques.